# Мицуру Нагата
Мицуру Нагата (јап. 永田 充; 6. април 1983) јапански је фудбалер.

## Каријера
Током каријере је играо за Кашива Рејсол, Албирекс Нигата, Урава Ред Дајмондс и Токио Верди.

## Репрезентација
За репрезентацију Јапана дебитовао је 2010. године. За тај тим је одиграо 2 утакмице.

## Статистика
| Јапан  | Јапан   | Јапан  |
| Година | Наступи | Голови |
| ------ | ------- | ------ |
| 2010.  | 1       | 0      |
| 2011.  | 1       | 0      |
| Укупно | 2       | 0      |